# 黄勤生
黄勤生（1888年—1974年7月5日），又名文孝、奉先，四川仁寿县宝珠场谷枷沱人，中华民国政治人物、化学工程师。

## 生平
黄勤生少时勤学苦读，17岁考入成都商矿实业学校（后改为成都高等工业专门学校）应用化学科。民国元年（1912年）毕业，留校任助教。1913年辞职，欲赴美深造但未如愿，入汉阳炼钢厂学习。1915年，任汉阳兵工厂化验员。1917年，任两湖官矿督办公署化验专员。1920年，赴河南偃城德和机器制蛋厂任工程师。此间，黄刻苦钻研，所研制的飞黄、块白、水黄等蛋制品，畅销英美。1923年，制蛋厂倒闭，黄勤生之后担任胶济铁路淄川机务分段任办事主任。1926年，转天津直隶兵工厂任工程师兼化学科长，创制成三硝基甲苯炸药，终止此炸药全靠进口的历史。1928年返回重庆。1929年，黄勤生受聘任21军武器修理所工程师，负责制造黄色炸药和水银炸药。1932年，因病辞职。
1934年，黄勤生投资工商业，先后在重庆开设勤德钱庄、勤丰盐号、磷属药品认销所、先农面粉厂、益昌泰营造厂等企业，但先后倒闭。1938年，回仁寿闲居，先后购田土近两千亩，成为有名的大地主，人称“黄百万”。黄勤生还亲自勘测设计，在汪家场兴办仁民煤矿公司，自任经理。1942年4月，仁寿县银行开业，国民政府财政部发给银字第760号营业执照。董事长杨神一，常务董事谢碧辉等、董事戴晋庵等，黄勤生任县银行经理；此外担任县临时参议会议员。
1945年，川陕鄂边区绥靖公署副官处长的周瑞鳞与冷开泰商量之后，指使眉山惯匪金梦林将黄勤生绑架。冷开泰自买自卖，佯装好人将黄赎出。黄勤生卖田产约6百亩赎回，仁民煤矿公司亦因无人管理倒闭。1946年，去重庆组办华陵化学工厂，任总经理兼工程师，生产硬脂酸行销各地，又在犍为县兴办华昌煤矿公司任总经理，因货币急剧贬值，企业最终破产。
1950年5月，黄勤生受川南工业厅委派去西康考察硼砂，后调川南工业厅任工程师。同年10月，乐山专署工商科组织区内第一次矿产资源考査，参加考查团的有工程师谢仁宏、李德全、王荣之、黄勤生、闵传经等。1952年，黄勤生任四川磷肥厂任技师，研制钙镁磷肥，经百余次试验，使磷肥溶解度由原来的20%P505，提高到95%P505，被命名为玻璃磷肥。1956年，他在乐山斑竹湾建厂批量生产，成为中华人民共和国第一家钙镁磷肥厂。1958年，黄勤生调五通桥盐厂，以制盐附产品氯化钾试制爆破药氯酸钾，供矿山及火柴厂用。1961年，调地方合营坚信工业材料厂（金钢砂厂）任工程师，黄反复试验，以碳酸钠代替硫酸钠洗砂。1957年在反右运动中被划为右派分子，1958年又判管制3年。文化大革命中，黄勤生受到迫害。1974年7月5日，黄勤生以肺气肿病故，终年86岁。1981年，经乐山市人民法院复查，对右派分子作改正，并撤销原判决。

## 家庭
1946年，国民政府颁发《六法全书》明文规定“有配偶而重婚，或同时与二人以上结婚者，处五年以下有期徒刑”。但仁寿当地有法不依的军政官员及豪门大户照常纳妾，时任县参议员的黄勤生有一妻六妾（县参议长戴晋庵一妻三妾，县商会会长徐长发一妻四妾）。